# Vincent Cantero
Vincent Cantero y Grijelmo (Tourlaville, 28 december 1982) is een Frans voormalig wielrenner.

## Belangrijkste overwinningen
2004
- 2e etappe Ronde van Gironde

2005
- 3e etappe Ronde van Gironde

Cantero · Dalibard · Delpech · Duret · Guilbert · Le Lay · Lelarge · Naibo · Petilleau · Pivois · Plouhinec · Poilvet · Thébault · Zieliński